# Casa al carrer de la Pilota, 3 (Llançà)
La casa al carrer de la Pilota, 3 és un edifici del municipi de Llançà (Alt Empordà), inclòs en l'Inventari del Patrimoni Arquitectònic de Catalunya.

## Descripció
És situada a tocar del nucli antic de la població de Llançà, a la banda sud-oest del terme. L'edifici està situat a escassos metres de la plaça Major, davant l'església de Sant Vicenç.
Es tracta d'un edifici entre mitgeres de planta rectangular, amb la coberta plana utilitzada com a terrat i distribuït en planta baixa i pis. La façana principal presenta obertures rectangulars, el portal d'accés a la planta baixa i un balcó exempt amb la llosana ondulada i la barana de ferro treballat, al pis. El portal està emmarcat per dues pilastres estriades que sostenen un fris decorat amb motius esgrafiats a la part superior, i que alhora està rematat amb dos acroteris als extrems. El finestral de sortida al balcó presenta l'emmarcament arrebossat, amb la llinda decorada amb esgrafiats florals. Damunt seu, tancant el nivell del pis per dalt, hi ha un fris corregut amb els mateixos motius decoratius que la resta d'esgrafiats. La façana està rematada per una barana d'obra.
La construcció presenta els paraments arrebossats i decorats.

## Història
Una de les etapes més ben documentades de les fortificacions de Llançà és el segle xvi, amb diversa documentació escrita que confirma que comptava amb sis o set torres de defensa i una muralla. Després de la baixa edat mitjana, la noblesa va iniciar un procés de venda d'aquestes fortificacions per convertir-les en mansions privades.
Amb el creixement de la vila es van començar a adossar diferents edificis als terraplens dels baluards extramurs, que van donar pas als diferents carrers (carrer de la Pilota, Muralla, Salmerón i Major) que mostren el recorregut fossilitzat de les muralles.
Així i tot, la casa del carrer de la Pilota fou construïda vers el final del segle xix i l'inici del segle xx, possiblement sobre les restes d'una casa d'època moderna.